# Vũ Hướng
Vũ Hướng (28 tháng 7 năm 1933 – 26 tháng 10 năm 2021) là một Phó Giáo sư âm nhạc, Nhà giáo Nhân Dân người Việt Nam.

## Tiểu sử
Vũ Hướng sinh ngày 28 tháng 7 năm 1933 tại Hà Nội.  Ông từng tham gia hoạt động văn nghệ thiếu nhi trong Đội Thiếu nhi Thủ đô Tuyên truyền xung phong Kháng chiến chống Pháp, rồi vào Thiếu sinh quân của Đại đoàn 308. Năm 1954, ông là diễn viên Đoàn Ca múa Tổng cục Chính trị. Năm 1956, ông theo học khóa một chuyên ngành cello khóa I của Trường Âm nhạc Việt Nam (nay là Học viện Âm nhạc Quốc gia Việt Nam). Năm 1958, theo học Đại học tại Nhạc viện Quốc gia Bulgarie, năm 1965 về giảng dạy và làm Chủ nhiệm Khoa Đàn dây Trường Âm nhạc Việt Nam. Năm 1978, ông lại tiếp tục học nghiên cứu sinh tại Nhạc viện Quốc gia Bulgarie. Năm 1982, trở về làm Giảng viên Đại học, rồi lên Phó giám đốc phụ trách đào tạo của Nhạc viện Hà Nội năm 1984, ông giữ chức vụ này trong 12 năm rồi nghỉ hưu năm 1998.
Trong quá trình nghiên cứu âm nhạc ông đã có được học hàm, học vị cao như: Cử nhân, Thạc sĩ, Phó Giáo sư âm nhạc, Phó Tiến sĩ nghệ thuật… Trong hơn 30 năm hoạt động, ông đã đào tạo được nhiều nghệ sĩ violoncelle thành đạt, thu thanh nhiều tác phẩm độc tấu, hòa tấu cho Đài Phát thanh Tiếng nói Việt Nam và Đài Truyền hình Việt Nam.
Năm 2011, ông là người Việt Nam đầu tiên được nhận Huân chương Kiril Metodi hạng nhất, ghi nhận những đóng góp trong việc thúc đẩy sự hợp tác văn hóa giữa Việt Nam - Bulgaria.

## Đời tư
Ông có người con là biên tập viên Anh Tuấn. Ngày 26 tháng 10 năm 2021, ông qua đời tại nhà riêng ở Hà Nội, hưởng thọ 88 tuổi.